# Giacomo Pilati
Giacomo Pilati (Trapani, 2 settembre 1962) è un giornalista e scrittore italiano.

## Biografia

### L'attività giornalistica
Giornalista pubblicista iscritto all'Ordine dal 1981.
Nel 1983 ha fondato a Trapani il periodico giovanile Lo Scarabeo, insieme a Luciano Mirone, Salvatore Mugno e Vito Orlando. Ha scritto per diverse testate: Giornale di Sicilia, La Sicilia, Reporter, la Repubblica,  Il Diario , Avvenimenti, I Siciliani, Anna, Trapani Nuova, Bell'Italia, Qui Touring, La Madia Travelfood, Gente Viaggi, Dove, Cucina e Vini, Plain Air. Collabora alle pagine culturali di Repubblica di Palermo.
Per le sue inchieste giornalistiche ha vinto due volte il Premio nazionale di giornalismo Giuseppe Fava 1986-1987; l'Oscar delle televisioni private Millecanali; il Premio nazionale dell'Associazione Italiana Ospedalità Privata (Aiop), il Premio Saturno 2009, il Premio We Build 2010, il Premio Wigwam per la letteratura-2009, il Premio Unesco 2010 per la cultura, il premio "La magnifica identità siciliana" 2016 del Comune di Sciacca, Il Paul Harris Fellow 2016 del Rotary di Trapani
Il 30 novembre 2012 è stato insignito dal Presidente della Repubblica Giorgio Napolitano, dell'onorificenza di Cavaliere dell'Ordine al Merito della Repubblica,per meriti culturali.

### L'attività televisiva
Ha collaborato molti anni in tv nazionali (Canale 5, Rete 4, Italia 1, Rai 1, Telemontecarlo), e locali (RTC, Telesud) come autore, regista e conduttore.
Ha collaborato ai testi di numerose trasmissioni televisive: Maurizio Costanzo Show, I Fatti Vostri, Maidiretivù Ore dodici, Zoom, I dieci comandamenti, Le Siciliane, Viaggi, Poeti santi e navigatori, I Siciliani, Pizzicotti, Ritratti, Il Sarchiapone, Storie di guerra, Graffiti, Il secolo breve.

### Scrittore e curatore di rassegne
Cura diverse rassegne letterarie: dal 2000 a San Vito Lo Capo, la rassegna di incontri letterari organizzata dal Comune dalla Pro loco  Libri, autori e buganvillee.. Dal  2008  al  2010  a Castelvetrano   Le stanze dello scirocco  con Giacomo Bonagiuso. Nel 2011 a Erice gli incontri con l'autore Parole di Venere nell'ambito del Premio Internazionale Venere d'Argento. Dal 2014 al 2017  a Menfi la rassegna "Dialoghi del vino". Dal 2014 al 2018  a Favignana l'"L'Altramarea". Dal  2019 Trapanincontra organizzata dal Comune e dalla Biblioteca Fardelliana di Trapani. 
Nel 2009 dal suo libro Minchia di re, pubblicato da Mursia nel 2004 e ristampato nel 2009, è stato tratto il film Viola di mare, prodotto da Idf di Maria Grazia Cucinotta e dalla Medusa film, con Valeria Solarino, Isabella Ragonese, Ennio Fantastichini per la regia di Donatella Maiorca.. Ha firmato la supervisione dei dialoghi e ha collaborato alla sceneggiatura del film. Viola di mare, in concorso al Festival internazionale del cinema di Roma, ha vinto il Nice film festival di New York e il Capri Peace Award. 
Nel 2015 il romanzo è stato pubblicato in Russia dall'editore Ripol Classic col titolo Viola di Mare.
Nel 2012, insieme a Marilena Monti ha curato un laboratorio di scrittura teatrale per le scuole, con la messa in scena dello spettacolo Radici di Ulivo, per la regia di Ivan Alabrese e Marina Cangemi.
Da un racconto sulla vita di Peppino Impastato, attraverso la testimonianza della madre Felicia Bartolotta, contenuto in Le Siciliane. Quindici Storie vere è stato tratto lo spettacolo teatrale La mafia uccide... il silenzio pure, sempre per la regia di Ivan Alabrese.
Nel 2014 per Telesud e l'editrice Il Sole ha pubblicato "In Sicilia rewind", un cofanetto con 5 dvd che ripropongono alcune testimonianze di protagonisti della storia siciliana del Novecento.
Dal 2015 al  2018  è stato componente della giuria del Premio letterario Vitaliano Brancati.

## Pubblicazioni
- Le Siciliane. Quindici Storie vere, Coppola, Trapani, 1998 ISBN 88-87432-03-1
- Erice, la montagna incantata, Anselmo, Trapani, 2004, ISBN 88-88216-10-3
- Cucina trapanese e delle isole. La storia, il lavoro, il cibo, Franco Muzzio Editore, Mulazzo, 2004, (con Alba Allotta), ISBN 88-7413-108-9
- Minchia di re, Mursia, Milano, 2004, ISBN 88-425-3300-9 (2ª ed. 2009 ISBN 978-88-425-4420-3)
- Erice. The mountainenchanted, Anselmo, 2005, ISBN 88-88216-11-1
- La città dei poveri. La mia vita per gli ultimi, Il pozzo di Giacobbe, Trapani, 2006, (con Biagio Conte), ISBN 88-87324-80-8
- Le altre Siciliane. Dodici storie vere, Coppola, Trapani, 2008 ISBN 978-88-87432-83-1
- Sicilian Women, Legas, New York, 2008
- Les Sicilienne, Coppola, 2010
- Sulla punta del mare, Mursia, Milano, 2012 ISBN 978-88-425-4972-7
- Viola di mare, un viaggio, un sogno,un film , 2009,- IDf- Medusa- Roma
- Cucina trapanese e delle isole  con Alba Allotta, Orme Tarka, Roma 2013
- In Sicilia rewind , 2014, Telesud-Editrice Il Sole
- Le Siciliane, storie vere  (nuova edizione), 2014,  Di Girolamo
- Morsi d'Italia, Itinerari sentimentali del gusto, 2016, Tarka
- Piccolo almanacco di emozioni, 2017, Imprimatur- Rizzoli promozione e distribuzione
- Dell'Inutile amore, 2018, Di Girolamo editore
- Minchia di re, 2020 nuova edizione aggiornata e arricchita, Mursia editore
- I racconti dal balcone 2020, raccolta di testi edita da Repubblica
- I Miti di Sicilia, 2021, Miti di Sicilia raccontati da scrittori edito da Repubblica
- La prima storia bella, racconti in ordine alfabetico, 2021, Margana editore
- Nonostante tutto 2022,canzone d'amore per  Giovanni Falcone e Francesca Morvillo, illustrazioni di Sara Benecino, Buk Buk edizione
- La mia vita per gli ultimi" 2023, con Biagio Conte- Il pozzo di Giacobbe
- Un attimo prima di Dio, la passione di Giuda" 2024- Di Girolamo editore

## Filmografia
- Viola di mare, regia di Donatella Maiorca (2009)[7]
- Le siciliane, regia di Rosario Riginella (2016)[8]

## Teatro
- 2011 - Viola di Mare di Isabella Carloni (tratto da Minchia di re)[9]
- 2012 - La mafia uccide...il silenzio pure di Ivan Alabrese (tratto da Le Siciliane. Quindici Storie vere)
- 2012 - Radici di Ulivo, di Ivan Alabrese e Marina Cangemi (curatore assieme a Marilena Monti del laboratorio per la messa in scena del medesimo spettacolo)
- 2015 - " In Sicilia suite in 12 tracce "
- 2017 - " Vola Libero" di Anna Graziano  (tratto da Le Siciliane- Ed. Di Girolamo)